# محاصرون
محاصرون (بالإنجليزية: Blockers)‏ هو فيلم كوميدي جنسي تم إنتاجه في الولايات المتحدة وصدر في سنة 2018. من إخراج كاي كانون في أول ظهور لها، ومن بطولة جون سينا وليزلي مان. عُرض الفيلم لأول مرة في مجمع ساوث باي ساوث واست في 10 مارس 2018، وتم عرضه في عموم الولايات المتحدة في 6 أبريل 2018 بواسطة شركة يونيفرسال بيكشرز. حققت الشركة أرباح تقدر بـ93 مليون دولار، وحصل الفيلم على تعليقات ايجابية من النقاد، وخاصة من خلال وجود العاطفة والذكاء في هذا النوع من الأفلام

## قائمة الممثلين
- جون سينا
- ليزلي مان
- آيك بارينهولتز
- هانيبال بوريس
- جون ديان رفائيل

## القصة
يحكي الفيلم قصة مراهقات ثلاثة صديقات منذ اليوم الأول بالمدرسة مع صداقة جانبية لثلاثة من آبائهم، تبدأ المغامرة باستعداد الفتيات لفقدان عذريتهم خلال حفل التخرج، لكن المهمة لم تعد بهذه السهولة عند معرفة والديهم بالخطة، حيثُ حاول الآباء منع بناتهم من ممارسة الجنس بشتى الطرق. لكن في نهاية المطاف يعلم الآباء أن خوفهم الزائد كان هو سبب هذه الملاحقة وأن لاشيء غريب في ما يحدث.

## الميزانية والإيرادات
بلغت تكلفة إنتاج الفيلم حوالي 21 مليون دولار بينما حقق إيرادات تقدر بـ 93 مليون دولار.

## وصلات خارجية
- محاصرون على موقع IMDb (الإنجليزية)
- محاصرون على موقع روتن توميتوز (الإنجليزية)
- محاصرون على موقع ألو سيني (الفرنسية)
- محاصرون على موقع Turner Classic Movies (الإنجليزية)
- محاصرون على موقع بوكس أوفيس موجو (الإنجليزية)
- محاصرون على موقع فيلمافينيتي (الإسبانية)
- محاصرون على موقع قاعدة بيانات الفيلم (الإنجليزية)
- محاصرون على موقع ليتربوكسد (الإنجليزية)
- محاصرون على موقع كينوبويسك (الروسية)